# Marco Mágrio Basso
Marco Mágrio Basso (em latim: Marius Magrius Bassus) foi um oficial romano do século III, ativo durante o reinado dos imperadores Diocleciano (r. 284–305) e Maximiano. Em 289, foi cônsul anterior com Lúcio Ragônio Quintiano.